# Sternhydrus atratus
Sternhydrus atratus är en skalbaggsart som först beskrevs av Fabricius 1801.  Sternhydrus atratus ingår i släktet Sternhydrus och familjen dykare. Inga underarter finns listade i Catalogue of Life.